# 哈羅德·利維森
哈羅德·利維森是一位行星科學家，專長是行星動力學。他主張現在所謂的矮行星和其它8顆行星的區別是基於它們無力清除軌道附近的小天體，然而他的提案中使用的名詞是"低等行星"（"unterplanet"）和"高等行星"（"überplanet"），與現在使用的"矮"（"dwarf"）一詞的意味不太一樣。他的其他成就，包括是SWIFT的共同作者，一個常用的解決行星長達十億年週期運動方程的扭對稱幾何。他目前任職於位在科羅拉多州波德的美國西南研究院，研究行星的軌道和他們在太陽系的演化歷史。
利維森是NASA在2015的發現計畫競賽進入半準決賽的五位研究者之一，他的企劃案是前往木星特洛伊航程的露西任務。